# الأطعمة فائقة المعالجة

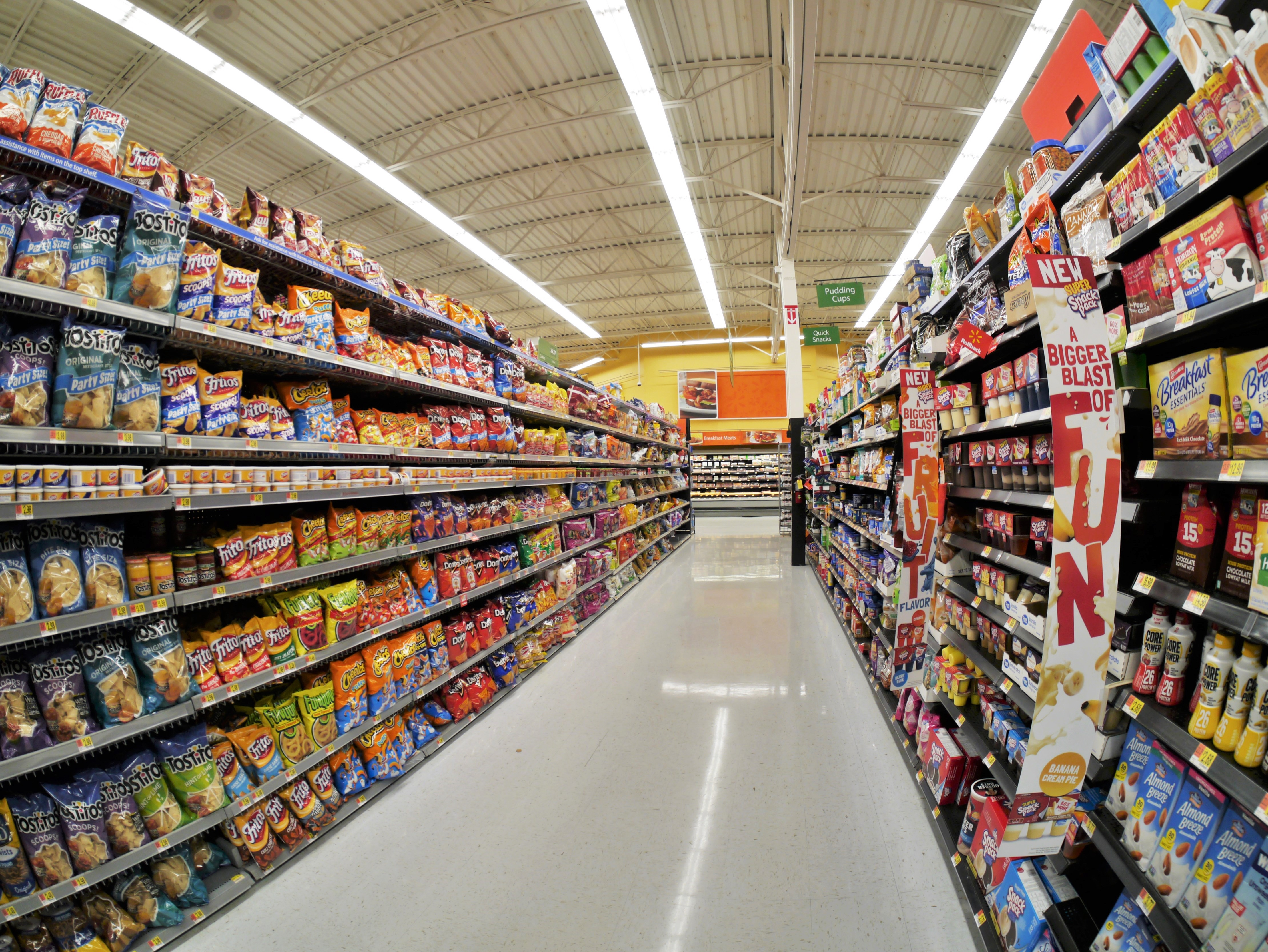
ممر للأطعمة فائقة المعالجة في أحد المتاجر الكبرى

الأغذية فائقة المعالجة (الإنجليزية: Ultra-processed food) (UPF) هي مجموعة من الأغذية المعالجة التي تتميز بطرق إنتاج معقدة نسبيًا. لا يوجد تعريف بسيط لUPF، ولكن من المفهوم عمومًا أنها عبارة عن ابتكار صناعي مشتق من الغذاء الطبيعي أو مصنع من مركبات عضوية أخرى. تم تصميم المنتجات الناتجة لتكون مربحة للغاية ومريحة ولذيذة المذاق، غالبًا من خلال إضافات الطعام مثل المواد الحافظة والألوان والنكهات. غالبًا ما تخضع الأغذية فائقة المعالجة لعمليات مثل القولبة/البثق، أو الهدرجة، أو القلي.

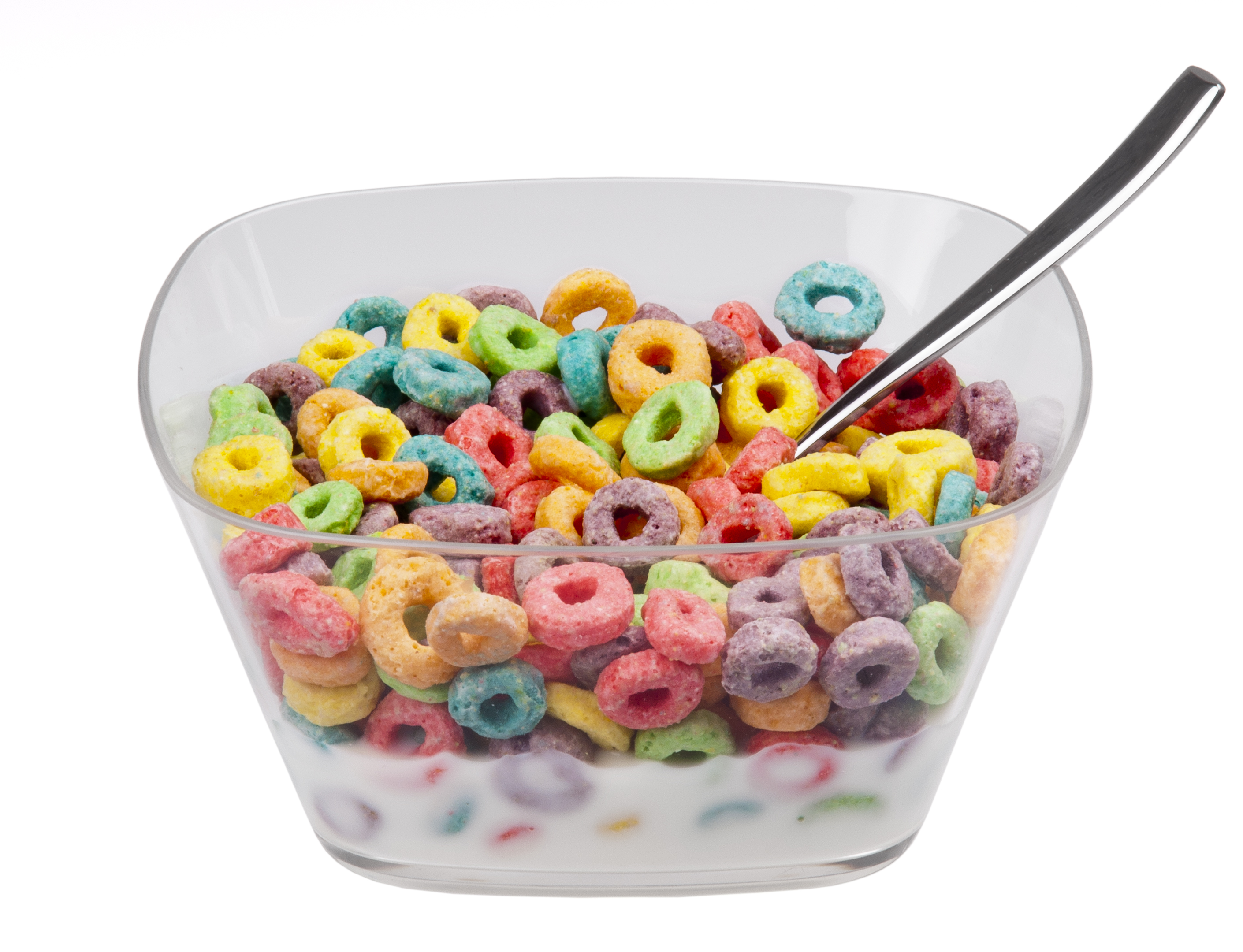
وعاء من Froot Loops، وهو نوع من الحبوب التي تخضع لعملية معالجة فائقة.

أصبحت الأطعمة فائقة المعالجة منتشرة لأول مرة في ثمانينيات القرن العشرين، على الرغم من أن مصطلح "الأطعمة فائقة المعالجة" اكتسب شهرة من ورقة بحثية عام 2009 أجراها باحثون برازيليون كجزء من نظام تصنيف نوفا. في نظام نوفا، تشمل UPFs معظم الخبز وغيره من السلع المخبوزة المنتجة بكميات كبيرة، والبيتزا المجمدة، والمعكرونة سريعة التحضير، والزبادي المنكه، ومشروبات الفاكهة والحليب، ومنتجات الحمية، وأغذية الأطفال، ومعظم ما يعتبر طعامًا غير صحي. يأخذ تعريف نوفا في الاعتبار المكونات والمعالجة وكيفية تسويق المنتجات؛ ولا يتم تقييم المحتوى الغذائي. بداية من عام 2024، يتطور البحث في تأثيرات عوامل الحماية من الأشعة فوق البنفسجية بسرعة.
منذ تسعينيات القرن العشرين، ارتفعت مبيعات الأغذية فائقة المعالجة بشكل مستمر أو ظلت مرتفعة في معظم البلدان. ورغم محدودية البيانات الوطنية، فاعتبارًا من عام 2023، تتصدر الولايات المتحدة والمملكة المتحدة تصنيفات الاستهلاك، بنسبة 58% و57% من السعرات الحرارية اليومية على التوالي. يختلف الاستهلاك بشكل كبير بين البلدان، ويتراوح ما بين 25% إلى 35%. وتقع تشيلي وفرنسا والمكسيك وإسبانيا ضمن هذا النطاق، في حين تبلغ مستويات الاستهلاك في كولومبيا وإيطاليا وتايوان 20% أو أقل.
تشير البيانات الوبائية إلى أن استهلاك الأطعمة فائقة المعالجة يرتبط بالأمراض غير المعدية والسمنة.  حددت دراسة تحليلية أجريت عام 2024 ونشرت في المجلة الطبية البريطانية 32 دراسة ربطت بين UPF والنتائج الصحية السلبية، على الرغم من أنها لاحظت أيضًا عدم تجانس محتمل بين المجموعات الفرعية من UPF. ولم تكن الآلية المحددة للتأثيرات واضحة.
انتقد بعض المؤلفين مصطلح "الأطعمة فائقة المعالجة" ومفهومه باعتباره غير محدد بشكل دقيق، كما انتقدوا نظام تصنيف نوفا باعتباره يركز بشكل مفرط على نوع الطعام المستهلك وليس على الكمية. وانتقد مؤلفون آخرون معظمهم في مجال علوم التغذية، عدم وجود آليات منسوبة للتأثيرات الصحية، مع التركيز على كيف أن الأدلة البحثية الحالية لا تقدم تفسيرات محددة لكيفية تأثير الأطعمة فائقة المعالجة على أنظمة الجسم.

## المفهوم

ملصق لمجموعة نوفا 4، "الأطعمة فائقة المعالجة"

كانت المخاوف بشأن معالجة الأغذية موجودة منذ عصرالثورة الصناعية على الأقل. أصل الأطعمة شديدة المعالجة هو أكثر حداثة: أشار مايكل بولان في كتابه المؤثر معضلة آكل اللحوم (2006) إلى الأطعمة الصناعية شديدة المعالجة باعتبارها "مواد شبيهة بالطعام الصالح للأكل". استشهد كارلوس أوغوستو مونتيرو بكتاب بولان باعتباره ذو تأثير في صياغة مصطلح "الأطعمة فائقة المعالجة" في تعليق له عام 2009. وقد وصفت بعض المصادر الأغذية فائقة المعالجة بأنها "طعام مهضوم بشكل مسبق".

### تعليق مونتيرو 2009
كان كارلوس مونتيرو، الذي يعمل مع فريق من الباحثين في جامعة ساو باولو، أول من نشر مفهوم الأطعمة فائقة المعالجة:
الأطعمة فائقـة المعالجة هي في الأساس مزيج من مكونات المجموعة الثانية (وهي مواد مستخلصة من الأطعمة الكاملة)، يتم دمجها عادة باستخدام تقنيات متقدمة وإضافات صناعية لجعلها صالحة للأكل، لذيذة، ومسببة للإدمان. هذه الأطعمة لا تشبه فعليًا أطعمة المجموعة الأولى (وهي الأطعمة قليلة المعالجة)، رغم أنها قد تُشكَّل وتُوسم وتُسوَّق بطريقة توحي بأنها صحية و"طازجة".

وعلى عكس مكونات المجموعة الثانية، فإن الأطعمة فائقة المعالجة لا تُستهلك عادةً مع أطعمة أو وجبات من المجموعة الأولى. بل على العكس، فهي مصممة لتُؤكل مباشرة (أحيانًا مع إضافة سوائل مثل الحليب)، أو لتُسخَّن فقط، وغالبًا ما تُستهلك بمفردها أو مع غيرها من الأطعمة فائقة المعالجة (مثل تناول الوجبات الخفيفة المالحة مع المشروبات الغازية، أو الخبز مع البرغر).
هذا التعريف ذو طابع اجتماعي بقدر ما يستند إلى مكونات محددة، مما يجعل فهم الأطعمة فائقة المعالجة أمرًا بديهيًا إلى حد كبير، حتى بين المستهلكين غير المتخصصين. وقد أشارت رسالة نُشرت كرد على تعليق مونتيرو عام 2009 إلى أن هذا التعريف "يفتقر إلى الدقة"، نظرًا لافتقاره إلى المعايير القابلة للقياس المستخدمة في علم الأغذية التقليدي. ونتيجة لذلك، يختلف الباحثون حول ما إذا كان هذا التعريف يشكّل أساسًا صالحًا للتحقيق العلمي. وقد طوّر الباحثون تعريف كمي لما يُعرف بالأطعمة فائقة الإشباع (hyperpalatable food)، لكنهم لم يضعوا تعريف كمي مماثل للأطعمة فائقة المعالجة (ultra-processed food).

### تصنيف نوفا
قدّم فريق مونتيرو في وقت لاحق الأطعمة فائقة المعالجة كمجموعة في نظام تصنيف الأغذية "نوفا". يُركز النظام على معالجة الأغذية بدلًا من أنواعها أو عناصرها الغذائية. يُصنّف "نوفا" الأغذية إلى أربع مجموعات: الأغذية غير المعالجة أو المعالجة بشكل طفيف، والمكونات المعالجة، والأغذية المعالجة، والأغذية فائقة المعالجة. "نوفا" تصنيف مفتوح يُحسّن تعريفاته تدريجيًا من خلال المنشورات العلمية بدلًا من مجلس استشاري مركزي. تُعرّف أحدث مراجعة لنظام "نوفا" الأغذية فائقة المعالجة على أنها:
منتجات غذائية مصنعة صناعيًا، تتكون من عدة مكونات (تركيبات)، بما في ذلك السكر والزيوت والدهون والملح (عادةً ما تكون مجتمعة وبكميات أكبر من تلك الموجودة في الأطعمة المصنعة)، ومواد غذائية قليلة الاستخدام في الطهي أو نادرة الاستخدام (مثل شراب الذرة عالي الفركتوز والزيوت المهدرجة والنشويات المعدلة ومعزولات البروتين). أما أطعمة المجموعة الأولى (غير المعالجة أو المعالجة بشكل طفيف)، فهي غائبة أو تمثل نسبة ضئيلة من مكونات التركيبة. تشمل العمليات التي تُمكّن من تصنيع الأطعمة فائقة المعالجة تقنيات صناعية مثل البثق والقولبة والقلي المسبق؛ واستخدام إضافات، بما في ذلك تلك التي تهدف إلى جعل المنتج النهائي مستساغًا أو مفرطًا في الطعم، مثل النكهات والألوان والمحليات غير السكرية والمستحلبات؛ والتغليف المتطور، عادةً بمواد صناعية. تم تصميم العمليات والمكونات هنا لإنشاء بدائل مربحة للغاية (مكونات منخفضة التكلفة، ومدة صلاحية طويلة، وعلامة تجارية قوية)، ومريحة (جاهزة للأكل أو الشرب)، ولذيذة لجميع مجموعات الأطعمة الأخرى في نوفا والأطباق والوجبات الطازجة.
تُعرَّف الأطعمة فائقة المعالجة أيضًا بأنها الأطعمة التي يمكن تمييزها بشكل واضح عن الأطعمة المصنعة من خلال مكونات "ليس لها استخدام في الطهي (أنواع من السكريات مثل الفركتوز، وشراب الذرة عالي الفركتوز، و"مركزات عصير الفاكهة"، والسكر المقلوب، والمالتوديكسترين، والدكستروز، واللاكتوز؛ والنشويات المعدلة؛ والزيوت المعدلة مثل الزيوت المهدرجة أو المهدرجة؛ ومصادر البروتين مثل البروتينات المحللة، ومعزول بروتين الصويا، والغلوتين، والكازين، وبروتين مصل اللبن، و"اللحوم المنفصلة ميكانيكيًا") أو من الإضافات ذات الوظائف التجميلية (النكهات، ومحسنات النكهة، والألوان، والمستحلبات، وأملاح الاستحلاب، والمحليات، والمكثفات، وعوامل منع الرغوة، والتكسير، والكربونات، والرغوة، والتبلور، وعامل التزجيج) في قائمة مكوناتها.
لا يعلق تعريف نوفا للأغذية فائقة المعالجة على المحتوى الغذائي للطعام ولا يهدف إلى استخدامه في تحديد توصيف المغذيات.

### الوكالة الدولية لأبحاث السرطان
تُصنّف الوكالة الدولية لأبحاث السرطان، وهي وكالة حكومية دولية تابعة لمنظمة الصحة العالمية، الأطعمة حسب درجة معالجتها. ويُقسّم هذا النظام الأطعمة إلى أطعمة "غير معالجة"، و"معالجة متوسطة"، و"معالجة عالية".[بحاجة لتوضيح] ولا يأخذ هذا النظام في الاعتبار طبيعة التغييرات أو الهدف منها.

### مؤشر سيجا
مؤشر سيغا (Siga Index) هو نظام تصنيف للأطعمة المُصنّعة تم تطويره في فرنسا. يعتمد المؤشر على درجة المعالجة والجودة الغذائية للأطعمة، ويجمع بين النهج الشمولي والنهج الاختزالي في التقييم. يمنح مؤشر سيغا كل منتج غذائي درجة من 1 إلى 100، حيث تشير الدرجات الأعلى إلى جودة غذائية أفضل ومستوى معالجة أقل. ويُعرّف المؤشر الأطعمة فائقة المعالجة (UPFs) على أنها تلك التي تحصل على درجة أقل من 40، والتي تُعتبر ذات قيمة غذائية منخفضة وتحتوي على نسب مرتفعة من الإضافات والمواد الحافظة والمكونات الصناعية.

### المجلس الدولي لمعلومات الأغذية (IFIC)
المجلس الدولي لمعلومات الأغذية يعرف خمسة مستويات لمعالجة الأغذية: المعالجة بشكل بسيط، والأطعمة المعالجة للحفظ، والمكونات المدمجة المخلوطة، والأطعمة المعالجة الجاهزة للأكل، والأطعمة/الوجبات المحضرة.

### نوبينز
اقترح مركز البحوث الوبائية في التغذية والصحة بجامعة ساو باولو متغيرًا لتصنيف نوفا يتكون من: الأطعمة غير المعالجة، والأطعمة المعالجة بشكل طفيف أو متوسط؛ والأطعمة المعالجة؛ والأطعمة المعالجة للغاية.

## الاقتصاد
إن الكمية الكبيرة من المعالجة تجعل الأغذية شديدة المعالجة عرضة لقيود اقتصادية مختلفة مقارنة بالأطعمة الطبيعية.

### الربحية

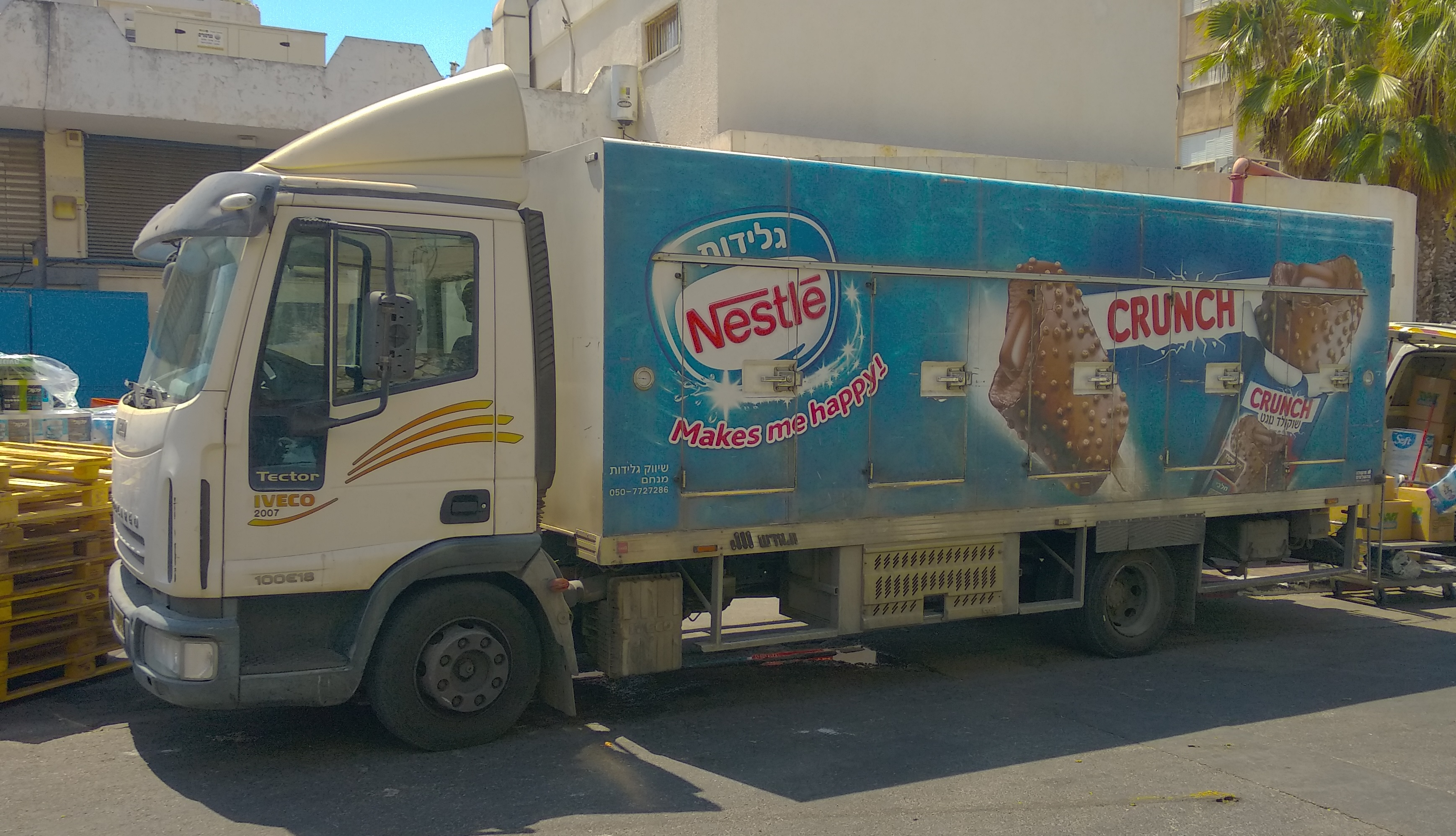
تُعد شركة نستله واحدة من أكبر موزعي الأغذية فائقة التصنيع في العالم، حيث تتواجد في 188 دولة.

غالبًا ما تستخدم الأطعمة فائقة المعالجة مكونات أقل تكلفة، مما يسمح بانخفاض أسعار الأطعمة فائقة المعالجة. علاوة على ذلك، تتوفر الأطعمة فائقة المعالجة بشكل أكثر ثباتًا في المتاجر. وتدعم شبكات الإنتاج العالمية لشركات الأغذية متعددة الجنسيات التي تصنع الأطعمة فائقة المعالجة الوعي العالي بالعلامة التجارية، وتكتيكات العولمة العدوانية، وشراء الشركات المحلية التي تبيع منتجات مماثلة.
غالبًا ما تستهدف الشركات التي تبيع الأطعمة فائقة المعالجة المستهلكين الشباب والدول ذات الدخل المتوسط في الدول النامية. وتستخدم العديد من هذه الشركات البيانات الضخمة لاختيار المستهلكين الذين سيتم تسويق منتجاتها لهم. علاوة على ذلك، تستخدم صناعة الأطعمة فائقة المعالجة الضغط المباشر وغير المباشر في الدول الكبيرة للتأثير على سياسة الغذاء المحلية.

### القدرة على تحمل التكاليف للمستهلكين

الأغذية فائقة المعالجة كنسبة مئوية من مشتريات الأغذية المنزلية في بعض الدول الأوروبية، 2018

غالبًا ما تتمتع هذه الأطعمة بفترة صلاحية أطول، وهو أمر مهم للمستهلكين ذوي الدخل المحدود الذين لا يستطيعون الوصول إلى ثلاجات موثوقة. ومن بين أسباب شيوع الأطعمة فائقة المعالجة انخفاض تكلفة مكوناتها الرئيسية. فقد تذبذب سعرها بشكل أقل من سعر الأطعمة غير المعالجة على مدى اثني عشر عام.

## روابط خارجية
كيف يفهم ويستوعب الشباب الأمريكيون الأطعمة شديدة المعالجة ؟ في: التطورات الحالية في التغذية المجلد 8، يوليو 2024 ( الوصول المفتوح )